# Atimia (geslacht)
Atimia is een kevergeslacht uit de familie van de boktorren (Cerambycidae). De wetenschappelijke naam van het geslacht werd voor het eerst geldig gepubliceerd in 1847 door Haldeman.

## Soorten
Atimia omvat de volgende soorten:
- Atimia chinensis Linsley, 1939
- Atimia confusa (Say, 1827)
- Atimia esakii Hayashi, 1974
- Atimia gannoni Hovore & Giesbert, 1974
- Atimia helenae Linsley, 1934
- Atimia hoppingi Linsley, 1939
- Atimia huachucae Champlain & Knull, 1922
- Atimia juniperi Holzschuh, 1984
- Atimia maculipuncta (Semenov & Plavilstshikov, 1937)
- Atimia mexicana Linsley, 1934
- Atimia okayamensis Hayashi, 1972
- Atimia truncatella Holzschuh, 2007
- Atimia vandykei Linsley, 1939